# Plaza Egaña
Plaza Egaña es una plaza y barrio de Santiago de Chile, ubicado en el límite de las comunas de Ñuñoa y La Reina, atravesadas por Avenida Américo Vespucio, 
La plaza se encuentra ubicada en la esquina norponiente, es decir en el lado perteneciente a Ñuñoa, donde existe comercio y sucursales bancarias por  Avenida Irarrázaval, además de un importante auge inmobiliario de edificaciones de altura. En su esquina nororiente, por Avenida Ossa, se encuentra el Mall Plaza Egaña, y más al norte el Strip Center La Reina, y el Cinépolis La Reina (ex Cine Hoyts). En el sector suroriente, en Avenida Larraín, se encuentran una carnicería, una ferretería y comercio tradicional del barrio, siendo la parte más deteriorada del sector. En el sector surponiente actualmente se está construyendo el megaproyecto "Eco Egaña", que constará de 4 torres y variados servicios. El entorno en general cuenta con variada oferta de bares, restaurantes, comercio, así como también edificios residenciales. 
Cuenta desde 2005 con la estación de metro Plaza Egaña, que combina la línea 4 con la línea 3, siendo esta última inaugurada en 2019.

## Historia y desarrollo
La plaza debe su nombre al político Mariano Egaña, uno de los redactores de la Constitución de 1833 y propietario del Fundo de Peñalolén (propiedad muy cercana a Plaza Egaña, pues su límite poniente era la antigua avenida Egaña desde aproximadamente la actual calle Blest Gana hasta avenida Grecia y su límite norte una línea cercana a la actual calle Blest Gana comenzando en avenida Egaña hasta llegar a las faldas de la cordillera por el oriente).

### SigloXIX
El origen exacto del terreno ocupado actualmente por la Plaza Egaña deriva de los sitios 2-5 de la manzana B del loteo de la Población Nueva de los Guindos, población formada a su vez de la subdivisión de la Hijuela Tobalaba perteneciente a Eugenio R. Ossa Ossa entre 1892-1895. La Hijuela Tobalaba la obtuvo Eugenio Ossa Ossa de la partición del fundo fusionado Tobalaba-La Reina (la segunda Hijuela denominada La Reina fue adjudicada a su hermana Carmela Ossa Ossa). Ambos hermanos fueron herederos de Gregorio Ossa Cerda y María del Rosario Ossa Varas, quienes adquirieron ambos fundos por separado en la segunda mitad del siglo XIX (el fundo Tobalaba y el fundo la Reina pertenecieron desde el período colonial a las Monjas Agustinas y a la familia Larraín, respectivamente).
Los sitios mencionados eran parte como ya ha sido dicho de la llamada Población Nueva de los Guindos (para diferenciarla de la antigua Villa de los Guindos). El primer comprador de estos sitios, que hoy forman la Plaza Egaña, fue Osvaldo Ramírez en 1892. Rápidamente perdieron su carácter residencial, pues fueron adquiridos en 1894 por la Sociedad del Ferrocarril de Sangre de Ñuñoa, siendo traspasados posteriormente a la Sociedad del Ferrocarril Eléctrico de Ñuñoa de propiedad de la Empresa D&A Parrish de Londres y finalmente en 1899 a la compañía Chilean Electric Tramway and Light Company. El terreno se mantuvo por décadas funcionando como una importante estación del Ferrocarril Eléctrico de Ñuñoa (correspondía a la penúltima estación, pues luego la línea giraba en dirección norte hacia la última estación denominada Punta de Rieles cuya ubicación era la intersección de avenida Ossa con la actual avenida Príncipe de Gales).

### Siglo XX
El primer centro cívico de esta zona fue la Plaza de los Guindos (localizada en intersección de calle Hamburgo con avenida Irarrázaval). Esta Plaza formaba parte de la entrada a una antigua villa localizada al oriente de Ñuñoa, denominada Antigua Villa de los Guindos. Desde esta Plaza surgía en dirección sur-oriente el antiguo camino de Peñalolén (actual avenida Villagra) que rápidamente giraba hacia el oriente dirigiéndose a la casa patronal de la familia Egaña (por la actual avenida José Arrieta), emplazada en la falda cordillerana, en la antigua chacra de Peñalolén. El sector de Plaza Egaña, propiamente tal, se formó a inicios de este siglo adyacente por el nor-oriente a la antigua Villa de los Guindos y como parte de una población anexa denominada Población Nueva de los Guindos. Los terrenos de la esquina sur-oriente (esquina avenida Américo Vespucio con avenida Irarrázaval), donde posteriormente sería emplazado el gimnasio Manuel Plaza, fueron adquiridos por la Municipalidad de Ñuñoa en 1960 de don Roberto Casampere Alonso.
En la primera mitad del siglo XX el sector de Plaza Egaña fue desplazando en importancia a la antigua Plaza los Guindos, fundamentalmente porque en ella tuvieron su estación, primero el Ferrocarril de Sangre de Ñuñoa y luego los tranvías eléctricos. Siendo inicialmente un sector netamente rural, se fue transformando lentamente en un importante centro residencial para varias familias de origen palestino. Entre ellas destacan por ejemplo: los Sabaj, Nallar, Meruane, Abuhadba, Yoma, Aboid y varios otros. Una calle aún existente en ese lugar tiene el nombre de Juan Sabaj, inmigrante palestino llegado a Chile en 1907 y padre de Constantino y Andrés Sabaj Nallar, ambos propietarios y empresarios textiles de dicho sector de los Guindos.

#### Desde 1970
La Plaza Egaña logró gran notoriedad a fines de las décadas de 1970 y 1980 como zona de encuentro y recreación, como son testigos algunos locales comerciales históricos, schoperías y el mítico gimnasio Manuel Plaza, lugar que congregó a los primeros roqueros de Santiago. Sin embargo, a fines de los años 1980 comenzó un proceso de decadencia hasta convertirse casi en un lunar entre las comunas de Ñuñoa y La Reina, aunque no dejó de ser un espacio muy transitado intercomunalmente. En los años 1990 se inició un plan de remodelación que se aceleró con la llegada del metro a la zona, en conjunto a un número elevado de desarrollos inmobiliarios y comerciales.
En 1997 el gimnasio Manuel Plaza fue demolido y los terrenos en los cuales estaba emplazado fueron vendidos por la Municipalidad de Ñuñoa, encabezado en aquel entonces por el alcalde Pedro Sabat, al empresario Jacques Ergas Benmayor.

### Siglo XXI

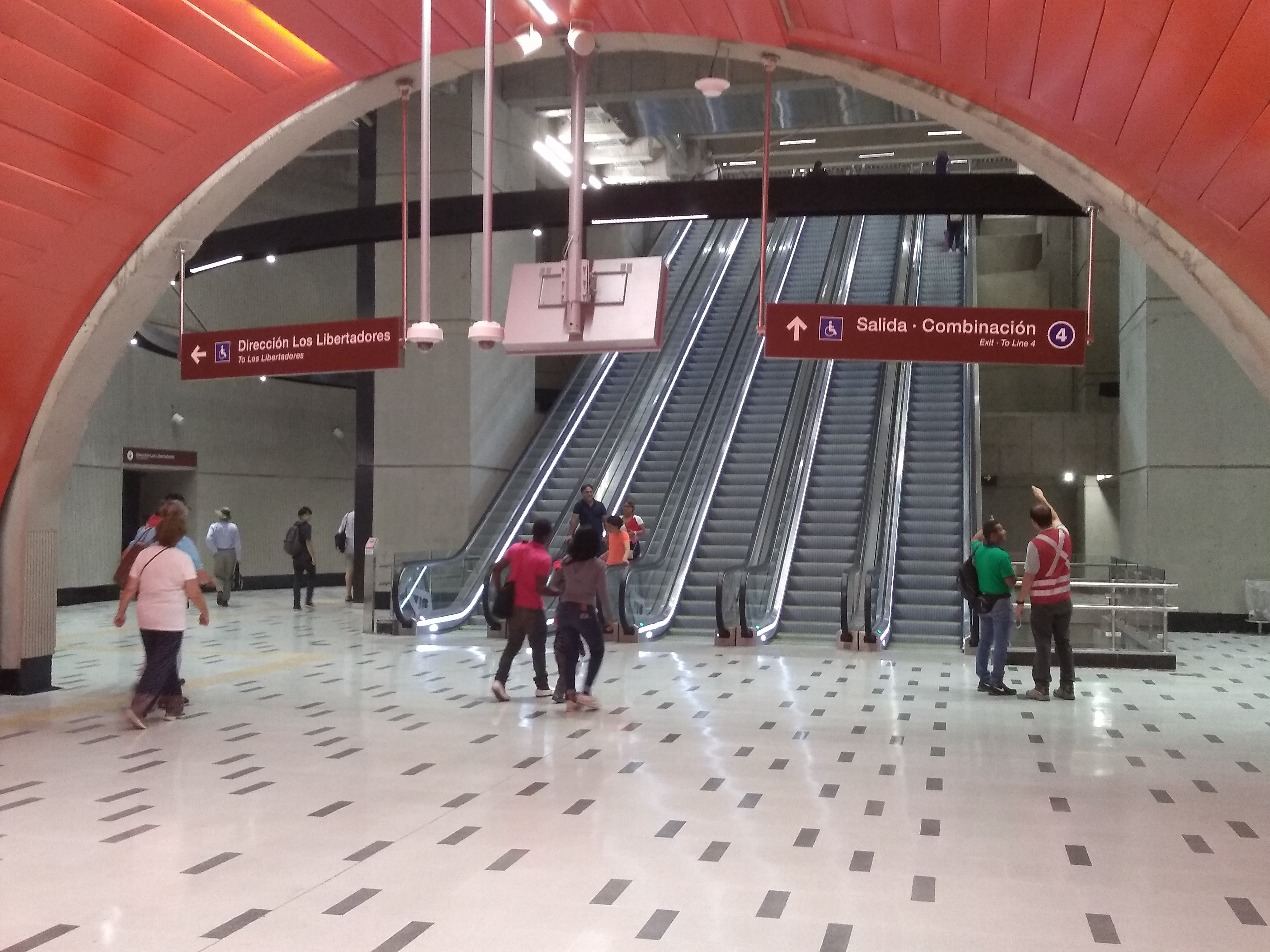
Interior de la estación de Metro Plaza Egaña, combinación de Línea 4 y Línea 3

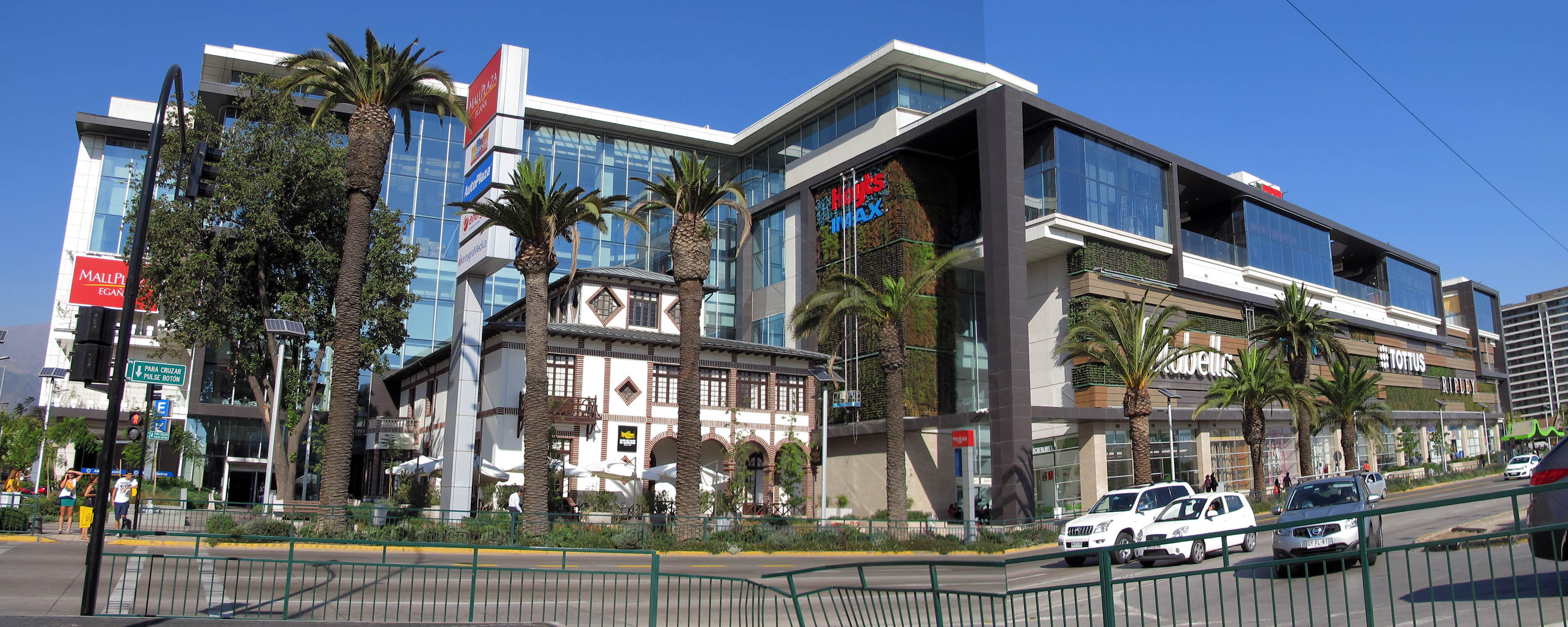
Vista del Mall Plaza Egaña y la Casa Maroto, donde se ubica el Club de Jazz de Santiago.

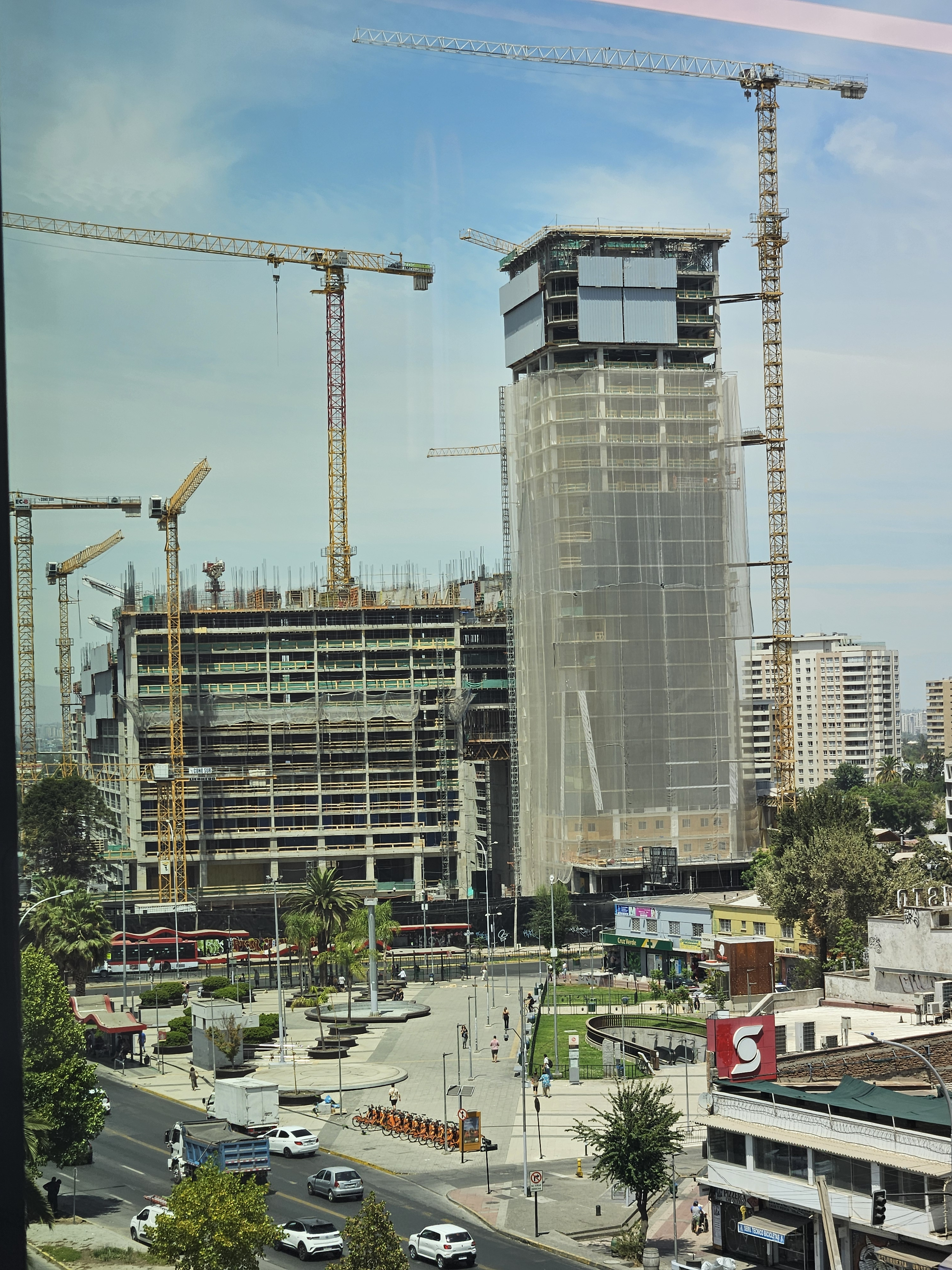
Plaza Egaña junto al proyecto Eco Egaña en construcción en enero de 2025

En 1998 comienza una remodelación de los terrenos de la Plaza. La esquina correspondiente a la misma fue adquirido en 2003 por la inmobiliaria Inmobisa, cuyos principales accionistas eran los Srs. Jaime Reizin, Jorge Reizin, Elie Alevy y Rafael Alevy (también gestores del mall Apumanque) se interesaron a partir de la futura estación de Metro. En consecuencia al poco tiempo de ser remodelada, estuvo cerrada debido a las obras para la construcción del metro. 
El 30 de noviembre de 2005 se inauguró la Estación Plaza Egaña de la Línea 4 del Metro de Santiago, quedando como estación intermedia del recorrido del entre Puente Alto y Providencia. 
El 18 de diciembre de 2013 se inauguró en la esquina nororiente el Mall Plaza Egaña, ampliando radicalmente la oferta de comercio y servicios de todo tipo para el sector y consolidándose como un polo urbano de la ciudad.  En 2016 el terrero correspondiente a la esquina surponiente es vendida por Inmobisa por US$ 45 millones a inmobiliaria Fundamenta, con la idea de construir un proyecto de 4 torres. El proyecto fue aprobado en mayo de 2019 pese a la fuerte oposición de los vecinos.
La Línea 3 del Metro fue inaugurada el 22 de enero de 2019, dejando la Estación Plaza Egaña como combinación entre aquella y la Línea 4, otorgando mayor conectividad al sector con el centro y norte de la ciudad. Sin embargo, luego de 5 años donde las obras de construcción (al igual que con la línea 4) mantuvieron cerrado el espacio de la plaza al público, esta fue reinaugurada con críticas por la alta cantidad de cemento de su superficie en desmedro de las escasas áreas verdes.
Desde el 27 de junio de 2019, en la esquina surponiente, la Inmobiliaria Fundamenta está construyendo el proyecto «Eco Egaña» que tendrá 4 torres con 1800 nuevos departamentos, 200 oficinas, 20 locales comerciales, 2 mil estacionamientos y un parque de 4 mil metros cuadrados de áreas verdes. El proyecto ha sido criticado por los vecinos debido al desproporcionado impacto ambiental que tendrá para el sector. El 4 de abril de 2022 la Comisión de Evaluación Ambiental, presidida por la Delegada Presidencial y compuesta por los nuevos Seremis, decidieron rechazar la Resolución de Calificación Ambiental (RCA - DIA) del proyecto, deteniendo las obras y dejando a más de 3.700 personas sin trabajo. A partir del 30 de enero de 2023 se reinicia la construcción del proyecto tras una nueva resolución. Además en el entorno se construyen dos otros mega proyectos en el sector de Ñuñoa; Nahmias en Av. Ossa, y Laiden en Irarrázabal.
Uno de los proyectos para el sector es la construcción de la segunda etapa de la Autopista Vespucio Oriente, correspondiente al tramo de 4,8 km entre las avenidas Príncipe de Gales y Los Presidentes, que atraviesa la plaza, y que ha sido postergado durante décadas debido a las dificultades técnicas que presentarían las obras subterráneas en el sector, y la oposición de los vecinos de construirla en superficie. Actualmente se proyecta como el último tramo de la autopista en construirse.